# Hospodářství v Třebíči
Hospodářství v Třebíči je článkem, který se zabývá průmyslem, hospodářstvím, turismem a hospodařením města Třebíče.

## Historie

### Cechy
Již v 17. století se v Třebíči silně rozvíjely cechy, v přehledu cechů z roku 1763 se již začíná projevovat větší počet zástupců soukenického cechu, bylo rozhodnuto, že Karel Josef z Valdštejna založí manufakturní výrobu. K tomu nakonec nedošlo a místní soukeníci nedokázali konkurovat větším dílnám s manufakturním provozem v Brně, Liberci nebo Olomouci. V polovině 19. století již bylo v Třebíči několik větších dílen koželužnického cechu, byly to dílny Karla Budischowského, jeho bratra Františka Budischowského, dílna Martina Hasska a Subakova továrna, tyto měly podle srovnání Jindřicha Chylíka v roce 1841 vyrábět dohromady 90 000 kůží ročně, brněnská největší továrna, továrna Karla Ignáce Lettmayera, v tomto srovnání má za rok v tuto dobu vyrobit 12 000 kůží za rok. V roce 1906 prosperovala i obuvnická továrna Cinkajzlova (v matrikách se uvádí i Zinkeiselova).

### Papírna a lihovar
Podle Vlastivědy moravské v Novém městě stávala papírna, která při povodni v roce 1774 byla úplně zničena. Mezi další průmyslové závody měli patřit i lihovary, jež měly k datu vydání publikace (rok 1906) být příslušny ke každému panskému dvoru. Další odvětví byla zastoupena těžením grafitové tuhy u Římova v lokalitě Vísky, důl se měl jmenovat Černý důl. Mezi velké závody patřila i velká papírna u Přibyslavic, na jejímž místě měl stávat železný hamr, ten měli zakoupit a proměnit v papírnu manželé Schneiderovi. V roce 1846 měl papírnu koupit Karel Fundulus z Třebíče, v osmdesátých letech měla být papírna rozšířena a papír se začal vyrábět na moderních strojích ze dřeva, které bylo mleto v mlýnech u Rokštejna a u Sokolí. Papírna v těch letech zaměstnávala asi 150 lidí. Dalším velkým závodem měla být přádelna u Vladislavi, ze které se postupem času stala továrna na čokoládu a k roce vydání publikace měla být továrnou na umělá hnojiva a na klíh. V Okříškách měla být v roce 1892 Františkem Engelmannem z Brna postavena parní pila, která měla posléze přejít do majetku velkostatku. V jehož majetku byl i lihovar.

### Rozvoj průmyslu

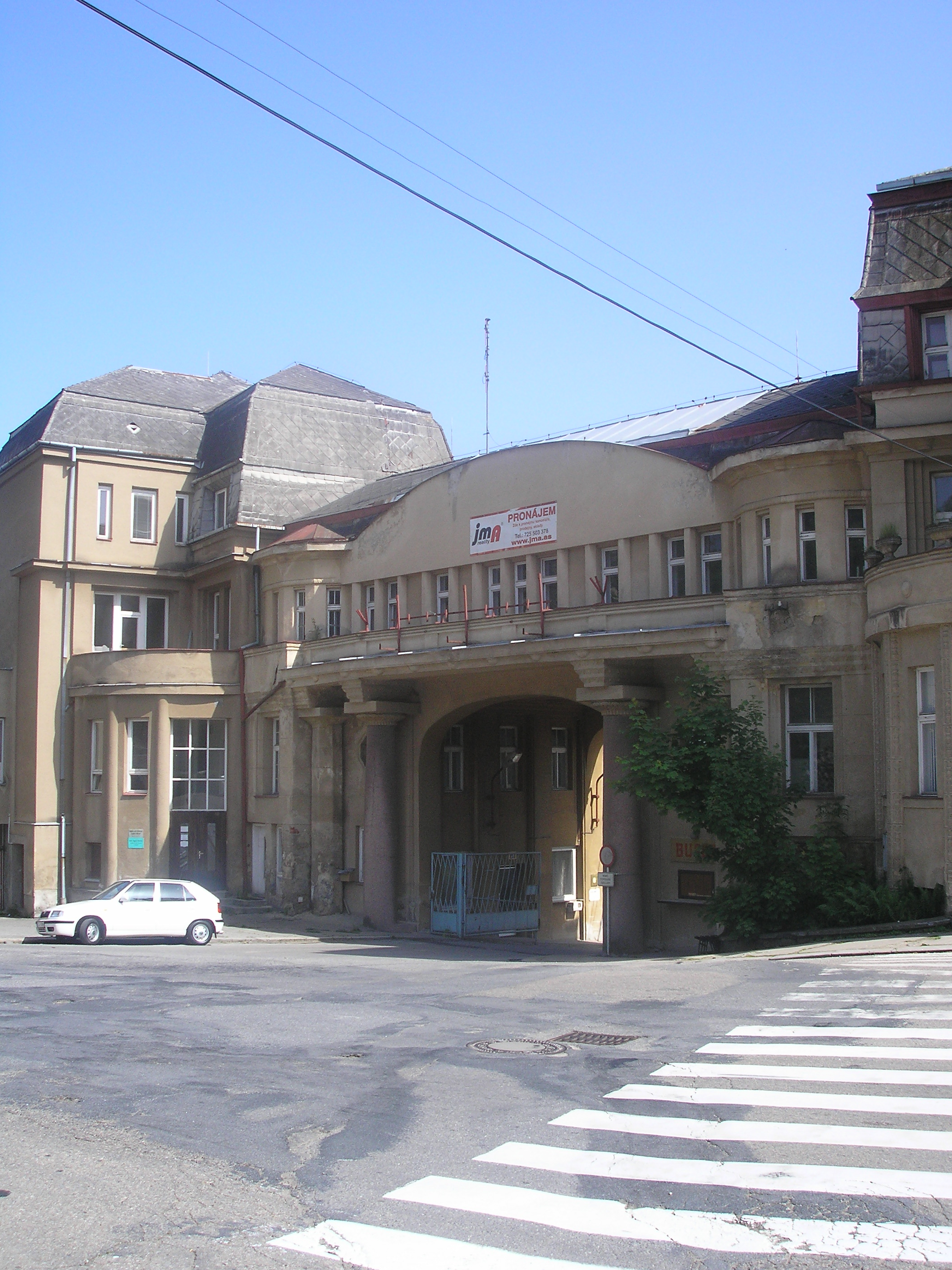
Brána do areálu BOPO z poloviny 19. století

Průmyslu v Třebíči se začalo dařit až po dovedení železnice v roce 1885, nicméně i do té doby se v Třebíči rozvíjí různé cechy, hlavně soukenický a další spojené s tímto cechem. V Třebíči se nacházelo několik mlýnů, na Stařečském potoce ležely Borovský, Janův a Hluchý, na Jihlavce ležely Poušův, Krajíčkův, Churavý a Táborský. V počátcích 20. století v Třebíči byl i parní pivovar, sladovka, elektrárna, lihovar, sodovkárny ZON, octárna, 2 likérky, 2 cihelny, slévárna, 2 strojírny, 2 barvírny a knihtiskařství, stavitel, řezbář, 2 sochaři, 2 fotografové. Ve městě byly 2 velkoobchody, 20 kupců a 2 knihkupectví. Ve městě také operovali bankovní ústavy: Obecní spořitelna města Třebíče (založená roku 1861), První občanská záložna v Třebíči (založená roku 1874), Trebitscher Vorschussverein (založená roku 1871) a Rolnická záložna (založená roku 1899). Výroční trhy se ve městě konaly pouze při svátku sv. Jiří v dubnu a při svátku sv. Bartoloměje, dobytčí trhy se konaly každé třetí pondělí a městské trhy byly každé pondělí a pátek.
Později svoji činnost ukončily jak Subakova továrna, tak i továrna Martina Hasska, i během první republiky se v Třebíči rozvíjel závod Budischowských, později byl zakoupen podnikatelem Tomášem Baťou a v roce se začal rozšiřovat závod v Borovině. Další budovy byly postaveny podle návrhů architektů Františka Gahury, Vladimíra Karfíka a Miroslava Lorence. Později, po roce 1948 byly závody zestátněny a přejmenovány na Závody Gustava Klimenta a později i na BOPO. Společnost patřila mezi největší obuvnické a punčochárenské podniky v zemi. Tato firma se dostala do platební neschopnosti a v roce 2002 na ní bylo uvaleno konkursní řízení a posléze byla firma uvedena do likvidace a majetek je prodáván na aukcích. V současné době zde boty vyrábí Selva Shoes. Na tradici výroby punčochového zboží navázala firma TREPON, jediná ještě existující dceřiná společnost zaniklé firmy BOPO.

V roce 1935 si František Noha otevřel v Nádražní ulici (nedaleko nemocnice) zámečnickou výrobu ocelového, chromovaného, niklovaného a lakovaného nábytku (bytového, kancelářského, školního, zahradního i sanitárního). Později vyráběl i dětské vozíky. Po zřízení protektorátu zámečnická dílna pokračovala. Po válce se přestěhoval na tř. Bráfova čp. 595 (přejmenovanou r. 1946 na třídu Dr. E. Beneše, r. 1948 třída Julia Fučíka). Právě výroba dětských kočárků byla důvodem, proč byl jeho závod po znárodnění zařazen pod národní podnik Radovan v Mělníku a v 50. letech pod národní podnik Liberta Mělník. Ve městě měla sídlit také Vlasana, výrobna paruk a příčesků.
„Velmi silně je v Třebíči zastoupen průmysl kovodělný, a to opět speciálními výrobami, tak fa Wallig vyrábí kotle, ústřední topení а zejména zařízení pro lihovary a cukrovary, svými montážemi je známá po celé republice. Speciální mlátičky firmy Mareš, vylušťovače jetele a hospodářské stroje fy Benz, elektromotory Ikas firmy Konečný, jakož i nově zavedená výroba agregátů, výroba kovového nábytku a dětských vozíků fy Noha, která zejména nyní získala velmi mnoho zahraničních odběrních míst — strojnictví a instalace Holčapka, Trojana, O. Dršaty, V. Nedělky a jiných zdaleka přesahují rámec úzkého okruhu výroby a jsou svými kvalitními výrobky platnými representanty Třebíče.“
Národní obroda, 18.08.1946

## Strojírenství

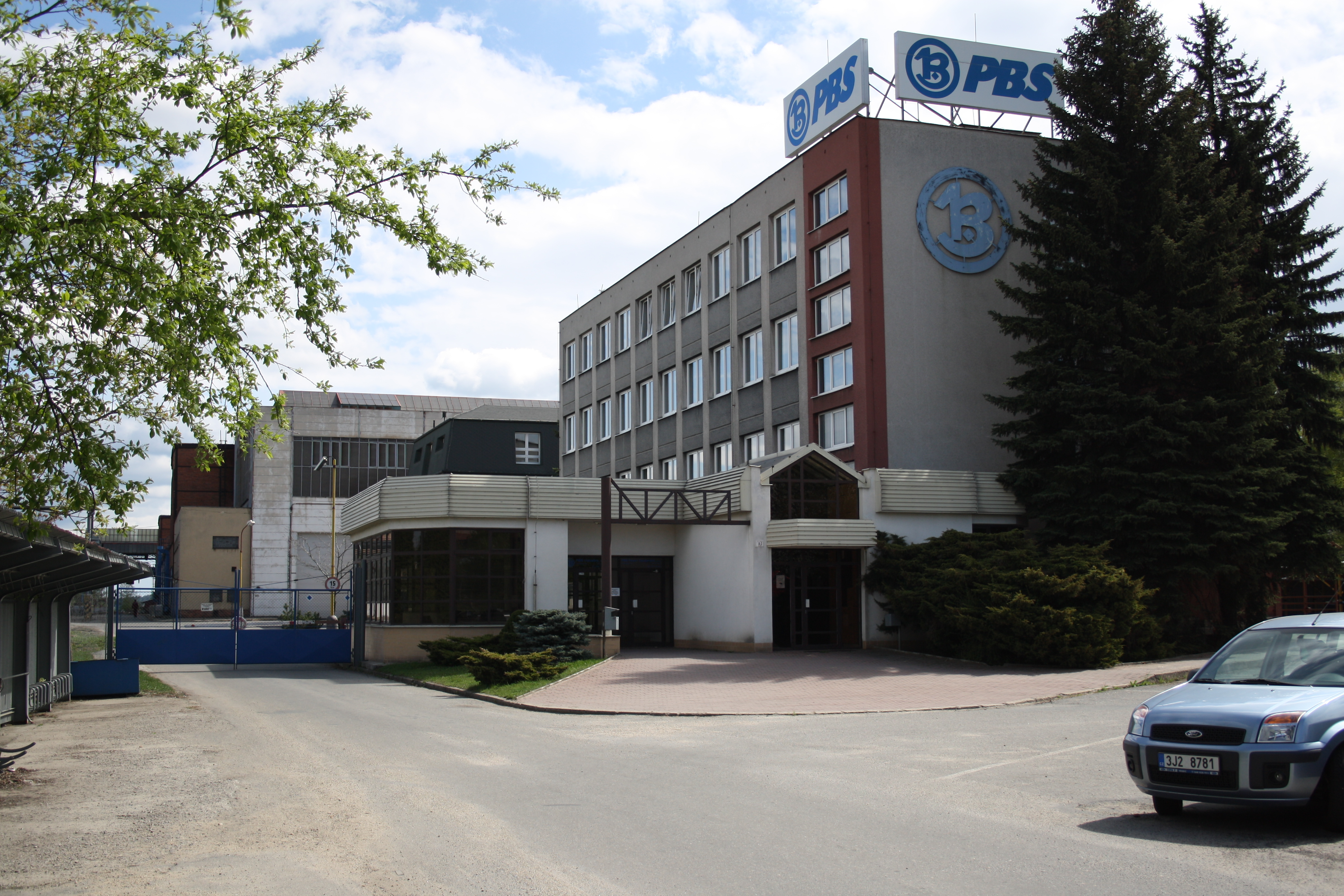
Budova První brněnské strojírny v Třebíči

V průmyslové zóně na jihovýchodě města působí další společnosti, mimo jiné tehdejší Západomoravské strojírny, které vyráběly pletací stroje, tato společnost vznikla transformací z tehdejších Závodů Gustava Klimenta v dnešní Borovině, v roce 1970 byla registrována ochranná známka UNIPLET. Tato společnost byla v roce 1976 zařazena do společnosti Elitex, pod touto značkou společnost fungovala a exportovala svoje pletařské a punčochářské stroje až do roku 1990. Později byla firma transformována na akciovou společnost UNIPLET a. s. a fungovala dále, po roce 2000 byla prodána britské společnosti Monarch Knitting. V roce 2009 společnost UNIPLET usilovala o prodej svých pozemků na Jejkově městu Třebíč, dle územního plánu měl přes tyto pozemky vést obchvat města, tento prodej se neuskutečnil a společnost se rozhodla žalovat město. V listopadu téhož roku energetická společnost E.On odpojila areál společnosti od zdrojů elektrické energie, a způsobila tak škody firmám, které sídlí v areálu na Jejkově. V průmyslové zóně na Jejkově se nachází i akciová společnost PBS INDUSTRY, její počátky sahají do 19. století, kdy byly založeny společnosti Wallig a Benz, které vyráběly kotle, motory a další průmyslové stroje, v roce 1948 byly tyto společnosti začleněny do koncernu První brněnské strojírny. Po sametové revoluci byla firma převedena na akciovou společnost.
V Třebíči v historii i současnosti působili výrobci ponožek, v areálu BOPO působí společnost Trepon, ta působí od roku 1935. Dále pak v ponožkářském oboru působí třebíčské společnosti Astro Sport, New Gen a Ariadne.
Po sametové revoluci v Třebíči otevřela svoji centrálu kanadská firma Computer Accounting Systems, otevření se účastnila manželka majitele firmy a třebíčská rodačka Martha Lacko, starosta Windsoru v Kanadě John Milson, obchodní rada kanadského velvyslanectví Ross Miller, tehdejší starosta Třebíče Lubomír Vostal a další hosté. Společnost na českém trhu prodávala a spravovala produkty kanadské firmy Trillium.
V roce 2018 byl schválen prodej pozemků v Rafaelově ulici na severním okraji města společnosti Wera Werk, která by měla postavit továrnu na výrobu nářadí, měla by přinést celkem 350 pracovních míst.

## Průmyslová zóna Hrotovická
V roce 1998 bylo v územním plánu rozhodnuto o výstavbě průmyslové zóny Hrotovická, v roce 2002 byla zahájena výstavba inženýrských sítí a v roce 2004 byly tyto úpravy dokončeny. Celkové náklady na výstavbu samotné zóny přesáhly 75 milionů korun a byly z velké části dotovány Ministerstvem pro místní rozvoj a Ministerstvem práce a obchodu, necelých 23 milionů z této částky bylo samotnou investicí města. Ke konci roku 2007 v této průmyslové zóně investovalo sedm firem celkem 300 milionů korun. Celkovým počet nových pracovních míst k 31. prosinci 2007 byl 77, plánovaný počet nových pracovních míst v roce 2009 je 412. Největším investorem v této zóně má být společnost TEDOM, která investovala 200 milionů korun do závodu pro výrobu motorových vozidel a v roce 2009 měla nabídnout 210 nových pracovních míst, druhým největším investorem v této zóně se stala společnost S.O.K. stavební, která investovala 40 milionů a v roce 2009 měla nabídnout 110 nových pracovních míst. Dalšími investory jsou (řazení podle výše investice) Envinet, DOMY D.N.E.S, UNICODE SYSTEMS, SKAML a KOVO UNI.

## Podnikatelský inkubátor

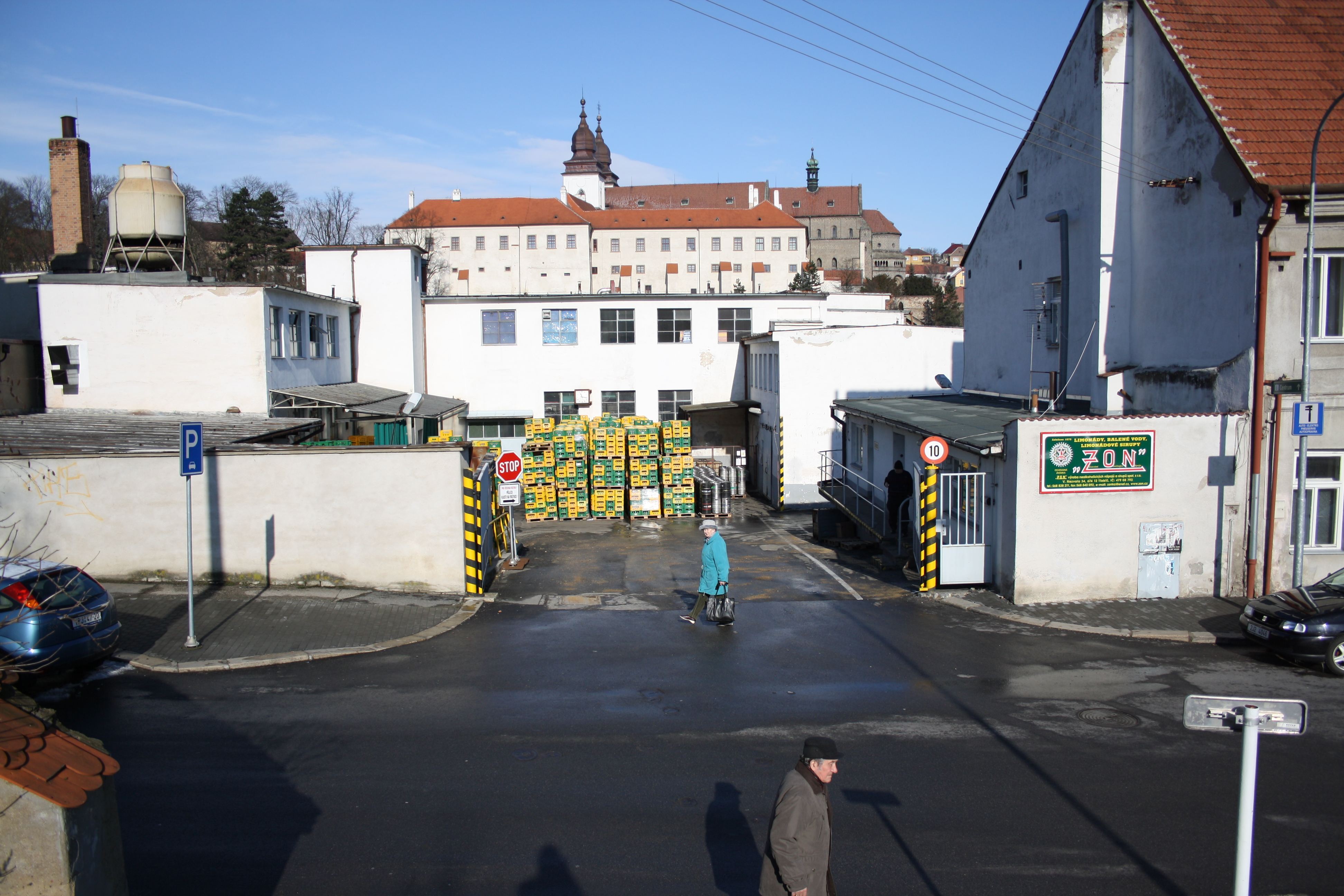
Brána do Areálu ZON, s vývěsním štítem a logem firmy ZON

V roce 2001 bylo založeno zájmové sdružení Rozvoj Třebíčska, města Třebíč, Náměšť nad Oslavou a Jemnice spolu s Západomoravskou vysokou školou spustily projekt Podnikatelských inkubátorů. Během dalších let byli zajišťováni investoři v čele s fondy PHARE, dalšími investory byla města ze sdružení, ministerstvo pro místní rozvoj a další. Stavby osmi inkubátorů byly zahájeny v květnu 2005, stavby byly dokončeny v roce 2006, slavnostní otevření třebíčského objektu proběhlo 17. května 2006. V Třebíči existují dva objekty tohoto projektu, první podnikatelský inkubátor byl postaven v prostorách bývalého zámeckého velkostatku třebíčského zámku, jeho součástí jsou skladovací prostory a dvacet buněk pro podnikatelskou činnost. Druhým objektem je podnikatelské a výzkumné centrum s přednáškovými sály, konferenčními místnostmi a dalšími prostory v části Borovina.

## Potravinářství
Mezi další třebíčské společnosti patří i koncern TIPA, pod tento koncern patří společnosti potravinářské, stavební a další. Již v roce 2002 podle ústavu územního rozvoje byla firma TIPA pátým nejvyšším zaměstnavatelem okresu Třebíč, v roce 2007 patří k větším zaměstnavatelům i její divize TIPA Frost, která v oblasti nad třebíčským zámkem vyrábí mražené výrobky. Potravinářský průmysl v Třebíči existuje již od roku 1879, v tomto roce František Kubeš založil sodovkárnu ZON, tato společnost sídlí od svého počátku v objektech na Stařečce, po roce 1948 byla znárodněna a po sametové revoluci byla vrácena zpět do rukou Františka Kubeše. Od roku 1978 na severu města funguje pekárna, ta později přešla do majetku holdingu Agrofert, v roce 2016 se spekuluje, že bude uzavřena z důvodu postavení nové pekárny v Rosicích.
V roce 2007 byla v Třebíči založena destilérka Trebitsch old town distillery, která se zaměřuje na produkci whisky. V roce 2020 chce destilérka vyprodukovat 60 tisíc lahví, roku 2018 byl otevřen v Třebíči značkový whisky bar.

## Současnost
V roce 2016 bylo oznámeno, že by měl začít postupný výkup pozemků na severu města a transformace tohoto prostoru na další průmyslovou zónu. V této průmyslové zóně by měly minimálně 30 pracovních míst otevřít firmy Autocentrum P+P servis a Evotech. Zároveň také bylo oznámeno, že výrobní halu v průmyslové zóně Hrotovická postaví společnost Jopp Automotive, nabídne v průběhu 5 let pracovní místa pro celkem 200 lidí.
Aktuálně patří mezi nejvýznamnější firmy na Třebíčsku MANN+HUMMEL Group. Společnost MANN+HUMMEL Group byla založena v roce 1941 v německém Ludwigsburgu a je předním světovým expertem na filtrační systémy. Dodává originální sériové výrobky a řešení pro mezinárodní automobilový a strojírenský průmysl. Na území České republiky zastupují MANN+HUMMEL Group tři společnosti. Dvě z nich sídlí v Nové Vsi u Třebíče: MANN+HUMMEL (CZ) s.r.o. a MANN+HUMMEL Service s.r.o. a zaměstnávají dohromady přes 1200 zaměstnanců. Další část společnosti MANN+HUMMEL Innenraumfilter CZ s.r.o. sídlí v Uherském Brodě a zaměstnává téměř 300 zaměstnanců.
Ve výrobním závodě MANN+HUMMEL (CZ) s.r.o. se vyrábějí kapalinové a vzduchové filtry i další komponenty pro strojírenský, převážně automobilový průmysl. MANN-FILTER je nejsilnější zahraniční značkou filtrů v České republice a na Slovensku a pod její značkou se v Nové Vsi vyrobí přibližně 20 milionů filtrů ročně. Centrum sdílených služeb MANN+HUMMEL Service s.r.o. poskytuje servisní služby pro ostatní pobočky MANN+HUMMEL Group. Do portfolia firmy patří služby v oblasti účetnictví a financí, výzkumu a vývoje, IT & SAP, kvality, lidských zdrojů, managementu projektů, nákupu a dalších. Část společnosti sídlí také v Technologickém parku v Brně.
V září roku 2016 bylo oznámeno, že energetická společnost ČEZ v Třebíči otevře call centrum a zaměstná 60 lidí. Call centrum vzniklo v budovách v areálu bývalé továrny BOPO v Borovině a otevřeno bude 1. října. Nezaměstnanost v Třebíči se dostala v roce 2016 na minimální hodnotu, kdy společnost S.O.K. stavební nesplnila závazek, který dala městu – nebyla schopna naplnit všech 115 míst, které nově vznikly při stavbě budovy v průmyslové zóně Hrotovická. Požádala město o odložení lhůty.
V roce 2017 bylo oznámeno, že v Třebíči bude vybudováno soukromé zdravotní zařízení pro pacienty postižené Alzheimerovou nemocí, kdy investorem má být společnost Delta Capital. V roce 2014 za tento projekt před zastupitelstvem lobboval přímo majitel investiční společnosti Michael Broda. Rekonstruována má být do konce roku 2017, budou tam působit i lékaři celostní medicíny, kdy právě s lékařem celostní medicíny Jiřím Kucharským projekt bude spolupracovat.
Nedaleko Červené Hospody západně od města v roce 2018 bylo postaveno překladiště společnosti TOP TRANS.
V roce 2018 byla dokončena přestavba budovy bývalé spořitelny na Soukopově ulici, původně byla budova postavena za socialismu, následně pak byla sídlem České spořitelny v Třebíči a později byla budova opuštěna a nabídnuta k prodeji, spekulovalo se o prodeji městu a zřízení sociálních bytů nebo bytů pro charitu. Nakonec však budovu zakoupila olomoucká společnost a přebudovala ji na budovu s 29 byty a několika prodejnami.
V roce 2018 bylo oznámeno, že třebíčská společnost Nuvia získala zakázky pro modernizaci jaderných elektráren na Ukrajině v hodnotě 1,7 miliardy Kč.
V roce 2019 byla dokončena průmyslová zóna Rafaelova, je součástí investic v rozpočtu pro rok 2019. O pozemky projevilo zájem několik společností, v lednu 2019 byly prodány poslední pozemky. V průmyslové zóně budou působit společnosti Werk Werk, Altreva a DNK systém. V témže roce byl jižně od města na katastru Kožichovic postaven skleník pro pěstování rajčat o rozloze 380 × 100 metrů. V době otevření to byl největší skleník na Vysočině. V roce 2019 bylo podepsáno memorandum o spolupráci města Třebíče, Střední průmyslové školy Třebíč a několika firem v rámci technického vzdělávání a jeho rozvoje.
Napojení průmyslových zón Rafaelova I a II bylo v roce 2021 změněno na okružní křižovatkou. Tato změna byla podmínkou Policie České republiky pro stoprocentní fungování těchto zón. V roce 2026 by měly být připraveny silnice a inženýrské sítě pro zónu Rafaelova II, ta by měla sloužit pro menší projekty.

## Hospodaření města
Město hospodaří dlouhodobě s téměř vyrovnaným rozpočtem, který v letech 2007 a 2008 dosáhl vyšších přebytků, naopak vyšší schodky město vykázalo v letech 2009, 2010 a 2011. Město hospodaří s daňovými, nedaňovými, kapitálovými a dotačními příjmy. Město v rámci svých výdajů vynakládá vyšší část svých prostředků na vzdělávání, kdy v majetku má základní školy a mateřské školy, stejně tak je městem provozována i městská knihovna. Město vynakládá prostředky i na kulturu, kdy provozuje příspěvkovou organizaci města Městské kulturní středisko a další činnost. Sportovním klubům a sportovním zařízením město také pomáhá financovat provoz. V roce 2015 došlo k opětovnému odložení účinnosti vyhlášky o zákazu hazardních přístrojů na území města, tato vyhláška byla schválena v roce 2012 a v roce 2014 byla odložena její účinnost. Kdyby vyhláška byla schválena, tak by zákaz hazardu na území města platil od 1. ledna 2016. Důvodem mělo být i to, že rozpočet města počítal s příjmem 12,5 milionu z „hazardu“.
Ratingová agentura Moody's Investors Service provedla ratingové šetření města s výsledkem A2/Aa2.cz, tj. město hospodaří stabilně s přebytky. Silnou stránkou města je hospodaření s přebytkem a mírná zadluženost, která je pod průměrem měst Česka.
V roce 2017 město rozhodovalo o hazardu ve městě, původně se plánovalo, že od 1. ledna 2018 budou muset být herny plošně zrušeny. Herny nakonec nebyly plošně zakázány, ale budou regulovány a jejich provoz je povolen. Město každý rok získá z provozu heren ve městě 20 milionů Kč. Členka sociální komise Blanka Kutinová vystoupila s tím, že dle Národního monitorovacího střediska pro drogy a závislosti v Třebíči narůstá počet závislých mladistvých a narůstá i počet heren, kdy Třebíč je jedním z posledních měst na Vysočině, které mají povolen jejich provoz. Pavel Pacal uvedl, že v Jihlavě, která hazard na území města zakázala probíhá boj s nelegálními hernami, stejně tak uvedl, že by v případě plošného zákazu heren jejich provozovatelé je otevřeli v obchodním centru Stop Shop, který funguje na území Stříteže. V rámci nové vyhlášky je uvedeno 14 adres, kde mohou herny pod regulací nadále působit, musí mít například kamery a je omezena nejvyšší sázka. Herny nesmí být na území pod ochranou UNESCO a do 100 metrů od škol.
V únoru roku 2020 byla uzavřena dohoda mezi Okresní hospodářskou komorou v Třebíči a KHNP, která usiluje o zakázku k rozšíření Jaderné elektrárny Dukovany.

### Rozpočet
Na rok 2017 byl v lednu roku 2017 schválen nevyrovnaný rozpočet se schodkem 59 milionů Kč, příjmy jsou plánovány ve výši 562 milionů Kč, výdaje pak na 621 milionů Kč. Schodek bude pokryt z výsledku hospodaření v předchozích letech. Nejvíce bude v roce 2017 stát revitalizace ulic v městské části Borovina (tj. 20 milionů Kč).
V roce 2019 byl schválen městský rozpočet ve výši 670 milionů Kč, celkem je vyhrazeno 200 milionů Kč na investice. Plánována je dostavba komunitního centra v bývalém kině Moravia, zasíťování nové průmyslové zóny Rafaelova, vybudování kruhové křižovatky na Cyrilometodějské ulici a vybudování semaforů na několika křižovatkách. Budou se také rekonstruovat ulice Chelčického a Křižíkova. Z rozpočtu je vyčleněno 3,5 milionu Kč, o kterých budou rozhodovat v rámci participativního rozpočtu třebíčští občané. Celkem byly podány čtyři návrhy občanů.
V roce 2020 byly po zkušenostech upravena pravidla pro rozdělování rozpočtu v rámci participativního rozpočtu. Na rok 2021 je v rámci participativního rozpočtu připraveno 100 Kč na jednoho obyvatele města. V rámci participativního rozpočtu k roku 2021 k počátku června roku 2020 se prozatím nezapsal žádný návrh. V říjnu roku 2020 pak bylo v participativním rozpočtu k dispozici osm návrhů. Na konci listopadu téhož roku bylo rozhodnuto o vítězných návrzích, největší zájem byl o obnovu nádvoří ZŠ Benešova, dalším podpořeným projektem je nové hřiště u vstupu do Libušina údolí, dalším projektem je úprava prostranství u rybníka Kuchyňka, měla by být vytvořena naučná stezka a upraveno okolí. Posledním projektem je úprava hravého chodníku u ZŠ Kpt. Jaroše. Na rok 2020 je rozpočet připraven s investiční složkou 225 milionů Kč. Nejdražší investiční položkou je odkoupení pozemků pro průmyslovou zónu nedaleko Rafaelovy ulice.
V roce 2022 je rozpočet plánovaný se schodkem 158,5 milionu Kč, celkové příjmy rozpočtu dosahují 773 milionů Kč, výdaje 908 milionů Kč. Nejvyššími investičními položkami je rekonstrukce Karlova náměstí nebo bytového domu.
V roce 2024 bylo oznámeno, že město si na úhradu předchozího úvěru a další investice vezme půjčku 550 milionů Kč. V rozpočtu pro rok 2025, jsou nejvyšší položkou investice a to cca 400 milionů Kč, celkový výdaje dosáhnout na cca 1,1 miliardy Kč, příjmy dosáhnou asi 950 milionů Kč.

### Dělení výdajů
Město v rámci svých výdajů vynakládá vyšší část svých prostředků na vzdělávání, kdy v majetku má základní školy a mateřské školy, stejně tak je městem provozována i městská knihovna. Město vynakládá prostředky i na kulturu, kdy provozuje příspěvkovou organizaci města Městské kulturní středisko a další činnost. Sportovním klubům a sportovním zařízením město také pomáhá financovat provoz. V roce 2015 došlo k opětovnému odložení účinnosti vyhlášky o zákazu hazardních přístrojů na území města, tato vyhláška byla schválena v roce 2012 a v roce 2014 byla odložena její účinnost. Kdyby vyhláška byla schválena, tak by zákaz hazardu na území města platil od 1. ledna 2016. Důvodem mělo být i to, že rozpočet města počítal s příjmem 12,5 milionu z „hazardu“. V roce 2017 začali ve městě pod městskou policií působit dva tzv. asistenti prevence kriminality, kteří mají působit v rámci prevence u škol či úřadu práce.

## Obchod
Třebíč byla prvním městem, kde řetězec supermarketů SPAR v roce 2006 postavil supermarket SPAR (do té doby stavěl v Česku jen hypermarkety Interspar). Výstavba hypermarketu Interspar, v jehož sousedství se nachází i diskontní prodejna Lidl, v roce 2007 zapříčinila problémy místního zastupitelstva. Jednak kvůli spornému prodeji pozemků, jednak kvůli tomu, že příjezd k prodejně Interspar byl uveden do provozu nezkolaudovaný.
Již dříve ovšem byly otevřeny jiné supermarkety či prodejny. Již v roce 1985 byl otevřen provoz prodejny Potravin Brno – závod Třebíč na Račerovické ulici, budovy byly postaveny v rámci akce Z a celkové náklady na stavbu dosáhly více než 5 milionů Kčs. Dalším rokem bylo otevřeno obchodní středisko Domácích potřeb, vystavěno bylo mezi lety 1983 a 1986 s celkovými náklady téměř 30 milionů Kčs. Bylo situováno na Komenského náměstí a celkem v něm nalezlo zaměstnání 76 osob. Mezi prvními porevolučními to byla Mana na Karlově náměstí a v roce 1997 supermarket Delvita, který byl otevřen v bývalé proluce u řeky Jihlavy v ulici Smila Osovského, později, v roce 2006, byly supermarkety Delvita v České republice převzaty společností Rewe Group a transformovány na supermarkety Billa. Supermarket Billa je od 1. ledna 2015 pro špatný technický stav budovy zavřen. V roce 1998 byla postavena na Táborské ulici Billa, v tu dobu (rok 1997) byl otevřen i supermarket Prima (později Hypernova, po přestěhování do nové budovy Hyper Albert, v současnosti Albert Hypermarket) na jižním okraji města. V roce 1999 byl na Brněnské ulici postaven supermarket Kaufland.
Později, po roce 2000, se začaly budovat levné supermarkety jako jsou Penny Market, Albert (bývalý Sezam), Jednota. V roce 2006 byl v ulici Kpt. Jaroše otevřen historicky první supermarket SPAR v České republice, všechny ostatní hypermarkety firmy Spar měly do té doby značku Interspar 31. října 2007 byly v lokalitě Vídeňský rybník otevřeny supermarket Interspar a supermarket Lidl, otevření provázely problémy, protože jeden ze dvou příjezdů nebyl zkolaudován. V roce 2008 byl otevřen první supermarket v místní části Borovina, Plus. Nejnovějším nákupním centrem v Třebíči je nově zbudované OC Stop Shop, ležící na Znojemské ulici naproti hypermarketu Interspar a bývalé prodejně Hypernova, z tohoto objektu je nyní hala s neurčitým účelem. Budova byla uzavřena v roce 2008 a v roce 2016 byla zakoupena Robertem Fialou a měla by být proměněna v obchodní centrum.
Součástí OC Stop Shop je první supermarket Hyper Albert otevřený v České republice (dříve Hypernova), dalšími většími provozovnami v OC jsou prodejny elektroniky Okay a Expert elektro. V květnu 2009 byl hypermarket Hyper Albert přejmenován na Albert Hypermarket a diskont Plus na obchod Penny Market. V budově na jihu města, kde dříve sídlil supermarket společnosti Prima (resp. Hypernova) budou od roku 2017 umístěny celkem tři prodejny, kdy budova na přelomu roku 2016 a 2017 byla novým majitelem Robertem Fialou rekonstruována. Od 1. dubna budou v budově prodejny Global Elektro, Mountfield a Jena Nábytek. Plánuje se také rekonstrukce budovy bývalé prodejny společnosti Billa v Jejkovské bráně. V dubnu 2017 byla otevřena v bývalé prodejně společnosti prima otevřena nová prodejna společnosti Mountfield, která má rozlohu 1360 metrů čtverečních prodejní plochy a je k ní příslušno 60 parkovacích míst.
V roce 2018 proběhla výstavba nové obchodní zóny v sousedství stávajících budov OC Stop Shop. Celková plocha OC Stop Shop je 96 000 m2, součástí je 767 parkovacích míst. Drive-in restaurace společnosti KFC, spolu s Decathlonem byly v areálu obchodního centra otevřeny v listopadu roku 2018, Decathlon pak svoji činnost ukončil ke konci roku 2024. V březnu roku 2019 bude v areálu otevřena provozovna drogerie dm a obchody značek CCC a New Yorker. Později téhož roku mají být otevřeny provozovny Cropp, House a Sinsay. Roku 2020 byl dokončen prodej bývalé prodejny Delvita v ulici Smila Osovského, budova by měla být rekonstruována. V roce 2021 ve Znojemské ulici byl otevřen obchod diskotního řetězce Action. V areálu OC Stop Shop byla v roce 2024 otevřena pobočka fast food restaurace McDonald's, budovu sportovního obchodu Decathlon, který svoji činnost skončil v roce 2024 spolu s McDonald's sdílí i nová pobočka drogerie Rossmann a prodejna Sport Vision.
Zájem o výstavbu hypermarketu v Brněnské ulici projevila společnost Tesco. Zájem o supermarket v oblasti Borovina, v bývalé továrně BOPO projevila i společnost BILLA. Roku 2018 projevil zájem o proluku po bývalých rukavičkářských závodech na Brněnské ulici majitel společnosti, která provozuje prodejny LIDL. Společnost zde otevřela svou provozovnu v prosinci roku 2018.
V roce 2022 v někdejším obchodním domě Máj na Komenského náměstí byla otevřena nová prodejna společnosti Ahold a to z řady Albert Fresh.
V roce 2024 byla zahájena rekonstrukce bývalého obchodního domu Delvita v ulici Smila Osovského. Po dokončení rekonstrukce zde bude sídlit obchodní řetězec Billa a také několik dalších obchodů. Dokončení celého projektu je plánováno na listopad stejného roku. V listopadu roku 2024 bylo oznámeno, že se do budovy přestěhuje z Karlova Náměstí drogerie Rossmann. Nový obchodní dům byl otevřen na počátku prosince roku 2024, součástí je Billa, Rossmann, Pepco a KiK. Součástí obchodního domu je i parkoviště, které je nově s kratší dobou parkování.
V letech 2024 a 2025 proběhla výstavba nové prodejní haly u obchodního domu Lidl v Brněnské ulici, ta bude také patřit společnosti Lidl. Nově tam budou 4 obchodní jednotky.

## Turismus

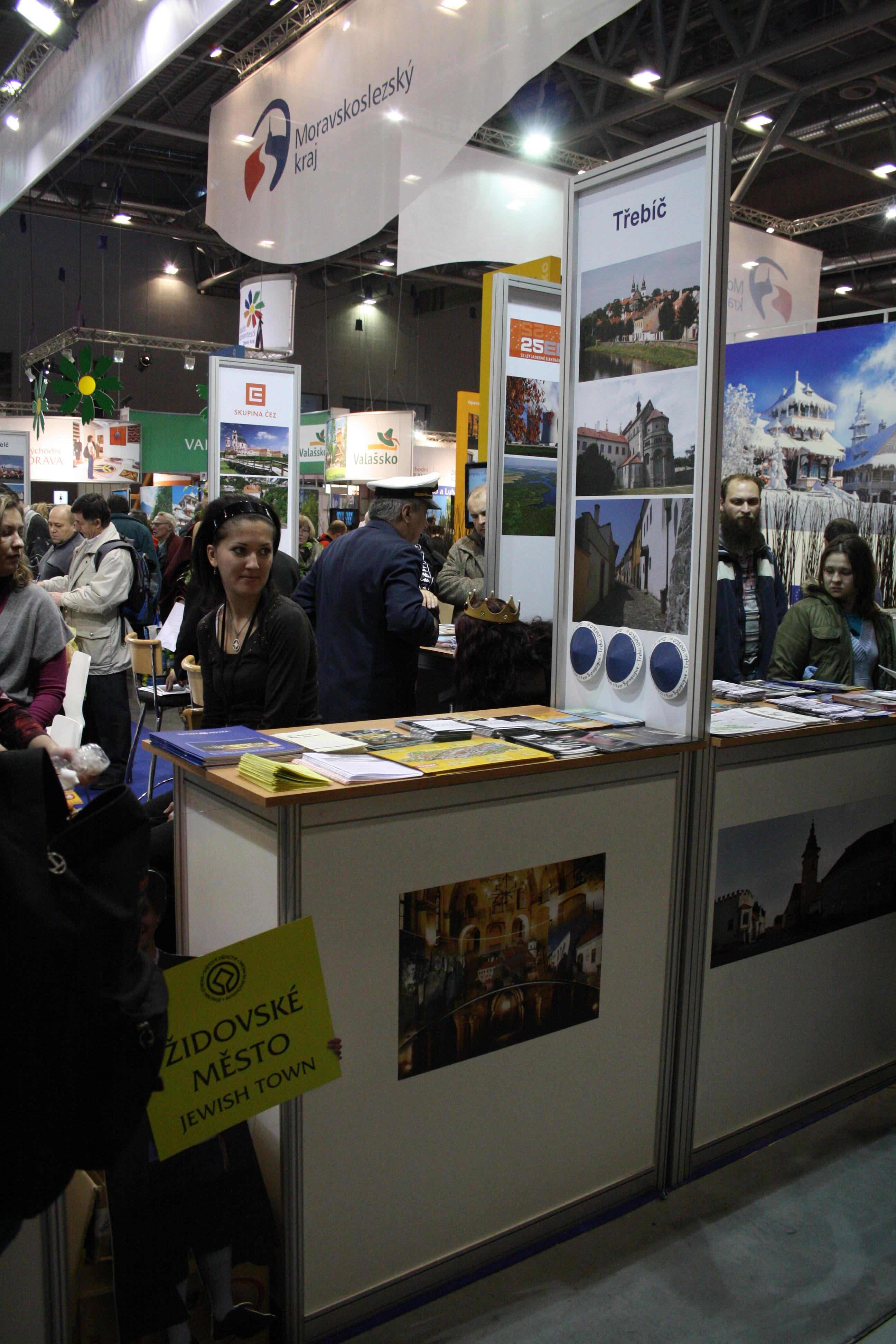
Prezentace Třebíče na veletrhu Regiontour 2010

V posledním desetiletí se v Třebíči, mimo výstavbu obchodních domů, rozvíjí zvláště turismus. Za tuto dobu vznikly v Třebíči tři informační centra (jsou provozována Městským kulturním střediskem) – v Malovaném domě na Karlově náměstí, u Zadní synagogy a na Zámku.

### Zápis památek do seznamu UNESCO
Velký krokem kupředu pro rozvoj turismu v Třebíči bylo zapsání Baziliky sv. Prokopa a Židovského města s hřbitovem na seznam UNESCO. V Třebíči díky tomu vznikla naučná stezka po památkách s audio průvodci a dvě z již zmíněných informačních center. Rozvoj turistického ruchu prospívá také obchodu. Díky přílivu turistů mohlo vzniknout mnoho nových restaurací v Židovském městě a také další zařízení pro ubytování turistu, hlavně menší penziony.
O zápisu památek na seznam UNESCO se v Třebíči také začalo objevovat větší množství zahraničních turistů. Ti pocházejí zpravidla z Německa a Rakouska. To je také podmíněno tím, že v těchto státech má Třebíč svá partnerská města, se kterými spolupracuje i na poli turistiky. To potvrzuje například umístění směrovky mířící na Třebíč na horu Muckenkogel ležící nad partnerským městem Lilienfeld.

### Historie
V roce 1977 byl ve městě otevřen hotel Alfa, v roce 1983 byl otevřen hotel Slavia a v roce 1987 byla dokončena rekonstrukce Hotelu Zlatý Kříž.V Třebíči jsou zastoupeny ubytovací zařízení několika úrovní, malé penziony i větší hotely, ve městě není žádný hotel většího významu, v červenci roku 2010 byl dobudován Hotel Joseph 1699 v bývalém chudobinci v židovské čtvrti, který je společnou investicí společností EuroAgentur a soukromého investora, hotel byl spolufinancován Evropským fondem pro regionální rozvoj. Mimo tento hotel se v prostorách židovské čtvrti nacházel i hostel řetězce Travellers' Hostel a penzion U Synagogy, další ubytovací kapacity zajišťují hotely Grand (kapacita 210 lůžek), Zlatý kříž (77 lůžek), Atom (72 lůžek) a další marginální ubytovací zařízení.

### Současnost
O tom, že Třebíč je turisticky význačná i v evropském pohledu svědčí také výrok předsedy Evropské komise J. M. Barrosa ve speciálním vydání pořadu ČT Otázky Václava Moravce 1. ledna 2009: „Chci ocenit premiéra Mirka Topolánka, pochopil, že Evropa není jen Brusel, ale také Londýn, Madrid, Praha, Brno nebo Třebíč“. V roce 2012 poprvé do Třebíče přicestovalo více než 100 000 turistů, od roku 2007 počet přijíždějících turistů klesal, růst nastal až v roce 2011 a pokračoval i v roce následujícím. MKS Třebíč, příspěvková organizace, která se stará o turistickou propagaci města tento růst přičítá systematické propagaci na turistických veletrzích, na kterých se organizace zaměřila na sousední země. Významný podíl turistů patří i cykloturistice, tj. zprovoznění cyklostezky Jihlava – Třebíč – Raabs.
V říjnu 2015 bylo oznámeno, že největší počet turistů, kteří projdou informačními centry ve městě je z USA, další signifikantní podíl patří turistům z Německa, Rakouska a Slovenska. Rovněž se zvyšují počty turistů z Izraele. V rámci propagace město pracuje s tour operátory či novináři se zahraničí. V září téhož roku došlo k otevření rozhledny s expozicemi vodárenství v objektu bývalého vodojemu na vrchu Strážné hory. V roce 2017 bylo oznámeno, že velmi oblíbeným suvenýrem pro turisty přijíždějící do Třebíče jsou čokoládové pralinky s motivy památek města.
Okresní hospodářská komora při své konferenci oznámila, že by pro rok 2017 chtěla do Třebíče zavést tzv. turistický vláček, půjčovnu elektrokol a elektromobilů a další vydávání Výletních novin. V plánu je i splavnění řeky Jihlavy pro turistické účely. V roce 2016 pod vedením modeláře Stanislava Vršky a jeho manželky vzniká další část modelu historické Třebíče v poměru 1:100, v roce 2016 byla ve stavbě část města Stařečka. Model pak byl dokončen v létě roku 2016 a od května 2017 je vystaven v divadle Pasáž v Třebíči. Velikost modelu je přibližně 3x3 metry, umístění v divadle je pouze dočasné, posléze bude přemístěn na vhodnější a přístupnější místo. Majitelem modelu je společnost Kapucín, která jej městu zapůjčila. Město chtělo model zakoupit, ale zastupitelé se nakonec vyjádřili, že nákup nebude proveden a majitelem je nadále společnost Kapucín. V prosinci roku 2017 však město rozhodlo o tom, že model za 1,2 milionu Kč zakoupí.
V roce 2018 bylo oznámeno, že město zažádá o dotaci na pořízení 16 koloběžek s elektrickým pohonem, které budou k dispozici turistům na čtyřech nabíjecích místech. Dobíjecí stanice mají být umístěny u Baziliky svatého Prokopa, Zadní synagogy, na Karlově náměstí a u ekocentra Alternátor.
V roce 2018 město navštívilo celkem o 12 % turistů více než o rok dříve. V roce 2019 bylo oznámeno, že kruhové objezdy ve městě by měly připomínat rozety baziliky sv. Prokopa. Ty by měly být vybudovány mezi březnem a červnem roku 2020. Celkové náklady na stavbu dosáhnout 2,8 milionu Kč.
V roce 2020 byl nově hotelový poplatek odváděn i od služeb sdíleného ubytování jako je např. Airbnb.
Okres Třebíč byl postižen kůrovcovou kalamitou v roce 2019, bylo postiženo mnoho lesů, přes které vedly turistické trasy Klubu českých turistů a mnoho značek zmizelo a muselo být obnoveno. V roce 2020 byly vydány turistické vizitky. Město pravidelně v březnu při příležitosti kampaně Vlajka pro Tibet vyvěšuje na radnici tibetskou vlajku.
Roku 2020 byla spuštěna kampaň pod názvem Zažijte Třebíč!, jejíž součástí je několik billboardů v Praze a Brně, v rámci kampaně také obdrží ubytovací zařízení v Třebíči volné vstupenky pro návštěvníky města. V témže roce byl do města zaveden motorový turistický vláček, který jezdí kolem památek v Třebíči. Vláček začal jezdit na začátku července, v srpnu a září téhož roku jezdit nebude, protože v tu dobu jeho trasu přehradí uzavírka ulice Jejkovská brána. Za první měsíc provozu vláčku se jím svezlo 3730 lidí.
V roce 2020 bylo oznámeno, že počet turistů přijíždějících do města roste, ale zahraničních turistů je z nich pouze 11 % v roce 2021 pak dorazilo do Třebíče 81 tisíc turistů, z nichž bylo 3 tisíce ze zahraničí, počet byl podobný jako předchozí roky. V roce 2022 do Třebíče dorazilo 124 tisíc turistů a v roce 2023 108 tisíc turistů.

## Smart City
Ve městě se od roku 2019 začínají připravovat tzv. prvky chytrého města. Jako první byla v roce 2017 zřízena komise Chytrá Třebíč. Bylo postaveno chytré parkoviště na Komenského náměstí, následně pak v roce 2020 mají být dle oznámení chytrými prvky vybavena parkoviště na ulici Kateřiny z Valdštejna a na ulici Vítězslava Nezvala. Byla také instalována chytrá lavička a zprovozněno wifi připojení v MAD. Nově by měly být zprovozněny dopravní kamery, které umí samy sledovat provoz.
V roce 2021 bylo oznámeno že projekt osazení chytré kamery na křižovatce ulic Hrotovická a Kosmákova získal první cenu v projektu Slepá místa a bude osazen kamerami s detekcí pohybu a objektů.
V roce 2022 byl spuštěn tzv. Portál občana.